# 서울특별시 동부병원
서울특별시 동부병원은 서울특별시청 산하에 설치된 서울특별시립병원이다.
병원장은 지방부이사관으로 보하나, 지방임기제공무원으로도 보할 수 있다.

## 연혁
- 1929년 부민병원 설치
- 1957년 시립동부병원으로 변경
- 2009년 서울특별시 동부병원으로 변경

## 진료 과목
내과, 신경과, 정신건강의학과, 외과, 정형외과, 마취통증의학과, 산부인과, 소아청소년과, 안과, 이비인후과, 비뇨기과, 영상의학과, 진단검사의학과, 가정의학과, 치과